# Kap Hoornska struja
Kap Hoornska struja je hladna morska struja, koja obilazi krajnji južni vrh Južne Amerike sa zapada na istok oko rta Hoorn. 
Ova struja je posljedica zapadnih vjetrova i dio je Antarktičke cirkumpolarne struje koju pojačava obilazak oko rta Hoorn. Od Falklandskih otoka naziva se Falklandska struja.
vidjeti i
- morske struje
- termohalinska cirkulacija

## Poveznice
- Shematski prikaz termohalinske cirkulacije u Atlantiku
- Shematski prikaz važnijih morskih struja